# Tashkent Open 2005
Tashkent Open 2005 — жіночий тенісний турнір, що проходив на відкритих кортах з твердим покриттям Tashkent Tennis Center у Ташкенті (Узбекистан). Належав до турнірів 4-ї категорії в рамках Туру WTA 2005. Відбувсь усьоме і тривав з 3 до 9 жовтня 2005 року. П'ята сіяна Міхаелла Крайчек здобула титул в одиночному розряді й отримала 22 тис. доларів США.

## Фінальна частина

### Одиночний розряд
Міхаелла Крайчек —  Акгуль Аманмурадова 6–0, 4–6, 6–3
- Для Крайчек це був 1-й титул WTA в одиночному розряді за кар'єру.

### Парний розряд
Марія Елена Камерін /  Емілі Луа —  Анастасія Родіонова /  Галина Воскобоєва 6–3,  6–0